# James Bausch
James „Jim” Aloysius Bernard Bausch (ur. 29 marca 1906 w Marion Junction, w stanie Dakota Południowa, zm. 9 lipca 1974 w Hot Springs, w stanie Arkansas) – amerykański lekkoatleta, wieloboista, mistrz olimpijski z Los Angeles w 1932.
Studiował najpierw w Wichita University, gdzie osiągał sukcesy sportowe w futbolu amerykańskim, koszykówce i lekkoatletyce. Na University od Kansas zyskał uznanie jako zawodnik futbolu amerykańskiego. W 1931 skoncentrował się na uprawianiu lekkoatletyki i zdobył mistrzostwo Stanów Zjednoczonych (AAU) w pięcioboju, a w dziesięcioboju zajął 6. miejsce. W 1932 najpierw został mistrzem Stanów Zjednoczonych w dziesięcioboju, a potem złotym medalistą igrzysk olimpijskich w Los Angeles, w zaledwie trzecim starcie w tej konkurencji. Ustanowił wówczas rekord świata wynikiem 6375 punktów (według obecnej tabeli z 1985).
Po igrzyskach został zawodowym graczem futbolu amerykańskiego. Grał w Cincinnati Reds (1933) i w Chicago Cardinals (1934), ale nie odniósł sukcesów. Później bez powodzenia próbował kariery piosenkarskiej. W końcu osiągnął powodzenie jako agent ubezpieczeniowy. Podczas służby w US Navy w czasie II wojny światowej doznał zapalenia kości, na które cierpiał do końca życia.